# المحرش (عبس)

تعديل مصدري - تعديل

المحرش هي إحدى قرى عزلة قطبة بمديرية عبس التابعة لمحافظة حجة، بلغ تعداد سكانها 128 نسمة حسب تعداد اليمن لعام 2004.